# Miroslav Fryčer
Miroslav Fryčer (né le 27 septembre 1959 à Opava en Tchécoslovaquie aujourd'hui ville de République tchèque et mort le 27 avril 2021) est un ancien joueur professionnel de hockey sur glace devenu entraîneur.

## Carrière en club
Il commence sa carrière au sein de l'équipe de l'Extraliga (première division tchécoslovaque) du HC Vítkovice situé à Ostrava en 1977-78. Au bout de quatre saisons avec l'équipe, il rejoint les Nordiques de Québec, une équipe de la Ligue nationale de hockey d'Amérique du Nord. Lors de sa dernière année dans son pays avec l'équipe d'Ostrava, il remporte le championnat.
Signé en tant qu'agent libre sans passer par un traditionnel repêchage par les Nordiques, il joue son premier match dans la LNH en octobre 1981 contre les Maple Leafs de Toronto. Il marque alors trois buts pour un tour du chapeau  contre le gardien des Leafs, Michel Larocque. Il joue alors aux côtés des frères Šťastný : Peter, Anton et Marián tous trois slovaques. Au lendemain de cette victoire 6 à 4, un journal de Toronto titre à tort « Quatre tchèques sont de trop pour les Leafs ».
En mars 1982, il rejoint les Maple Leafs grandement attirés par son talent, en échange de Wilf Paiement et avec un choix du repêchage de 1982. Peu de temps après son transfert, il sauve les Maple Leafs sur le point d'être éliminés de la course aux séries éliminatoires pour la Coupe Stanley. Pour se qualifier ils doivent battre les Blues de Saint-Louis mais à quelques minutes de la fin du match, le pointage est de 3-3 et l'entraîneur des Leafs retire son gardien pour le remplacer par Fryčer. Ce dernier remporte l'engagement puis marque le but de la victoire qualifiant les Maple Leafs.
En 1985, il est le seul joueur de Toronto à être sélectionné pour participer au 37e Match des étoiles de la LNH alors que plusieurs joueurs tchèques ont rejoint les Maple Leafs (Vítězslav Ďuriš et Peter Ihnačák par exemple). Le 8 janvier 1986, lors d'une victoire 11 à 9 des Maple Leafs contre les Oilers d'Edmonton de Wayne Gretzky, Fryčer marque quatre buts alors que Gretzky en inscrit trois.
L'arrivée de John Brophy derrière le banc des Maple Leafs va entraîner le départ du joueur. En juin 1988, il est échangé aux Red Wings de Détroit en retour de Darren Veitch mais malheureusement des blessures à répétitions vont gâcher sa saison avec les Red Wings où il ne jouera qu'une partie de la saison 1988-1989 : il rejoint en janvier 1989 les Oilers d'Edmonton avec lesquels il ne joue qu'une quinzaine de matchs.
Il quitte alors l'Amérique du Nord et retourne en Europe, dans la première division allemande, la 1.Bundesliga, pour l'équipe du EHC Fribourg. Il passe deux saisons puis rejoint l'équipe de Série A italienne de Valpusteria Lupi Brunico. Il prend sa retraite de joueur en 1992.

### Trophées et honneurs personnels
Championnat de Tchécoslovaquie
- Champion en 1981 avec HC Vítkovice

Ligue nationale de hockey
- Sélectionné pour jouer le 37e Match des étoiles

## Statistiques
Pour les significations des abréviations, voir Statistiques du hockey sur glace.
| Saison     | Équipe                 | Ligue       |     | Saison régulière | Saison régulière | Saison régulière | Saison régulière | Saison régulière |   | Séries éliminatoires | Séries éliminatoires | Séries éliminatoires | Séries éliminatoires | Séries éliminatoires |
| Saison     | Équipe                 | Ligue       | PJ  | B                | A                | Pts              | Pun              | PJ               | B | A                    | Pts                  | Pun                  |                      |                      |
| 1977-1978  | HC Vítkovice           | Tchécoslov. | 34  | 12               | 10               | 22               | 24               |                  |   |                      |                      |                      |                      |                      |
| 1978-1979  | HC Vítkovice           | Tchécoslov. | 44  | 22               | 12               | 34               |                  |                  |   |                      |                      |                      |                      |                      |
| 1979-1980  | HC Vítkovice           | Tchécoslov. | 44  | 31               | 15               | 46               | 0                |                  |   |                      |                      |                      |                      |                      |
| 1980-1981  | HC Vítkovice           | Tchécoslov. | 34  | 33               | 24               | 57               | 0                |                  |   |                      |                      |                      |                      |                      |
| 1981-1982  | Express de Fredericton | LAH         | 11  | 9                | 5                | 14               | 16               |                  |   |                      |                      |                      |                      |                      |
| 1981-1982  | Nordiques de Québec    | LNH         | 49  | 20               | 17               | 37               | 47               |                  |   |                      |                      |                      |                      |                      |
| 1981-1982  | Maple Leafs de Toronto | LNH         | 10  | 4                | 6                | 10               | 31               |                  |   |                      |                      |                      |                      |                      |
| 1982-1983  | Maple Leafs de Toronto | LNH         | 67  | 25               | 30               | 55               | 90               | 4                | 2 | 5                    | 7                    | 0                    |                      |                      |
| 1983-1984  | Maple Leafs de Toronto | LNH         | 47  | 10               | 16               | 26               | 55               |                  |   |                      |                      |                      |                      |                      |
| 1984-1985  | Maple Leafs de Toronto | LNH         | 65  | 25               | 30               | 55               | 55               |                  |   |                      |                      |                      |                      |                      |
| 1985-1986  | Maple Leafs de Toronto | LNH         | 73  | 32               | 43               | 75               | 74               | 10               | 1 | 3                    | 4                    | 10                   |                      |                      |
| 1986-1987  | Maple Leafs de Toronto | LNH         | 29  | 7                | 8                | 15               | 28               |                  |   |                      |                      |                      |                      |                      |
| 1987-1988  | Maple Leafs de Toronto | LNH         | 38  | 12               | 20               | 32               | 41               | 3                | 0 | 0                    | 0                    | 6                    |                      |                      |
| 1988-1989  | Red Wings de Détroit   | LNH         | 23  | 7                | 8                | 15               | 47               |                  |   |                      |                      |                      |                      |                      |
| 1988-1989  | Oilers d'Edmonton      | LNH         | 14  | 5                | 5                | 10               | 18               |                  |   |                      |                      |                      |                      |                      |
| 1989-1990  | EHC Fribourg           | 1.Bun.      | 11  | 4                | 13               | 17               | 19               |                  |   |                      |                      |                      |                      |                      |
| 1990-1991  | EHC Fribourg           | 1.Bun.      | 33  | 18               | 23               | 41               | 48               |                  |   |                      |                      |                      |                      |                      |
| 1991-1992  | SG Brunico             | Alpenliga   | 18  | 9                | 24               | 33               | 21               |                  |   |                      |                      |                      |                      |                      |
| 1991-1992  | SG Brunico             | Série A     | 17  | 19               | 15               | 34               | 16               | 3                | 1 | 3                    | 4                    | 4                    |                      |                      |
| Totaux LNH | Totaux LNH             | Totaux LNH  | 415 | 147              | 183              | 330              | 486              | 17               | 3 | 8                    | 11                   | 16                   |                      |                      |

## Carrière d'entraîneur
À la suite de sa carrière de joueur, il devient entraîneur en entraînant tour à tour les équipes suivantes : Brunico, Hockey Club Merano, Sportverein Ritten-Renon en Italie puis l'équipe jeune du SK Karviná avant de passer un temps pour sa première équipe, le HC Vítkovice (en 1994-95). Ensuite, il prend la tête de l'équipe de HC Havířov puis en 2006, il succède à Vladimír Vůjtek derrière le banc du club du HC Vítkovice.

## Carrière internationale
Il représente la Tchécoslovaquie lors de différents compétitions internationales inscrivant 7 buts, 10 aides en 33 matchs.
- Championnat d'Europe junior
  - 1977
- Championnat du monde junior
  - 1978
  - 1979 -  médaille d'argent
- Championnat du monde
  - 1979 -  médaille d'argent
  - 1981 -  médaille de bronze
- Jeux olympiques d'hiver
  - 1980 - 5e place